# Carosino
Carosino (Carusinu in dialetto salentino) è un comune italiano di 6 418 abitanti della provincia di Taranto in Puglia.

## Geografia fisica
Il comune di Carosino si trova nella zona settentrionale della penisola salentina, a sud delle Murge tarantine orientali, in una zona pianeggiante tra i comuni di San Giorgio Ionico a ovest, Monteparano a sud, Monteiasi e Grottaglie, situati più a nord. L'abitato è situato a 74 metri sul livello del mare, ed è distante da Taranto 13 km.

## Storia
Il sito fu frequentato da genti messapiche. Successivamente sarebbe stato un importante centro sul fiorente asse commerciale Taranto-Grecia, come afferma D. Loiacono, portando a riprova il tesoretto di 76 monete argentee ritrovate nel 1904 in agro di Carosino; queste monete permettono un'esatta datazione e costituiscono una precisa testimonianza dei rapporti economici e culturali con la grande polis dello Ionio. In conseguenza del saccheggio di Taranto ad opera dei Saraceni nel 927, è probabile che il sito sia stato ricolonizzato dopo un lungo periodo di abbandono, assumendo il toponimo di "Citrignano" (secondo I. Chirulli).
Le prime fonti storiche certe derivano dai registri angioini e risalgono al 1348, quando il feudo di Carosino fu venduto dai Capitignano ai Palmerio di Capua.
Decaduta durante la guerra greco-gotica, si fraziona in casali e casegrotte; l'agricoltura e la pastorizia restano le uniche attività economiche.
È noto che nel XV secolo le armate albanesi al seguito di Scanderbeg rasero al suolo il piccolo ed antico casale il cui feudatario Raimondo De Noha fu alleato di Giovanni Antonio Orsini del Balzo, Principe di Taranto nella sua rivolta contro il Re di Napoli nel 1462.
Il casale restò pressoché disabitato per quasi mezzo secolo, come feudo delle famiglie nobili della zona. Nel 1471 fu acquistato dagli Antoglietta e da questa famiglia nuovamente ricolonizzato, con autorizzazione del Viceré di Napoli, Charles de Lannoy, nel 1522. Nel 1517 il feudo divenuto Baronia passò alla famiglia dei Simonetta e poi ancora ai Muscettola nel 1614. Fu in questo periodo che scomparve il rito greco-bizantino e con esso probabilmente la lingua arbëreshe dei coloni albanesi in seguito al massiccio impegno dell'arcivescovo Lelio Brancaccio, che volle estendere il rito cattolico in lingua latina.
La baronia passò ancora di mano agli Albertini e poi agli Imperiali. Nel 1806, abolita la feudalità nel Regno di Napoli, il ducato di Carosino fu proprietà della famiglia Berio - Marulli. Nel 1875, con Carosino già comune del Regno d'Italia in seguito ad un plebiscito, i Marulli vendettero le loro proprietà terriere a Roberto d'Ayala Valva, insieme al Palazzo Ducale.

### Simboli
Lo stemma comunale è stato concesso con regio decreto del 25 ottobre 1928.
Il gonfalone è un drappo di azzurro bordato di giallo.

## Monumenti e luoghi d'interesse
Famoso per il vino per la relativa Sagra del Vino, Carosino annovera un patrimonio artistico di discreta rilevanza:

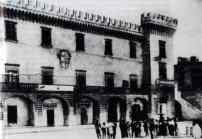
Palazzo Ducale D'Ayala Valva nel Novecento

- Il Palazzo Ducale, costruito nel 1400 dalla famiglia Simonetta, che nel 1517 andò a vivere a Carosino dopo avervi acquistato un feudo. Nel 1524 l'edificio passò ai Muscettola, agli Albetrini e ai Maruli. 5t54bumnum murario e costruendo la facciata del palazzo. Fu realizzato un avancorpo con archi a tutto sesto decorati a bugnato, per conferire alla struttura l’aspetto di un castello. Il complesso era collegato con la chiesa matrice Santa Maria delle Grazie tramite un portico al primo piano, poi distrutto quando il conte Roberto donò alla chiesa quella parte dell'edificio per costituire la sagrestia. Nel 1985 gli eredi della famiglia D'Ayala Valva hanno donato al Comune il castello con un Consiglio Comunale straordinario convocato dall’allora Sindaco, il compianto Lillino Fiore. Dal 1985 ad oggi, quello che il Ministero per i Beni Culturali ed Ambientali ha dichiarato monumento nazionale nel 1984, è a disposizione della comunità, che non manca di organizzare nei suoi interni ogni genere di evento culturale, proprio come stabilito nella clausola.
- La chiesa matrice di Santa Maria delle Grazie fu costruita tra il 1546 ed il 1577 sul luogo della "vecchia cappella", le cui origini risalgono al periodo fra la seconda metà del 900 e gli inizi dell'anno 1000. A metà del XVIII secolo la chiesa ha subito un radicale intervento di ristrutturazione. Del primitivo edificio rimane l'affresco della Madonna col Bambino (XVII sec ) collocato sull'altare maggiore dell'attuale chiesa, dove si trovano anche altorilievi in pietra del XVIII secolo, che mostrano alcuni miracolali della Madonna di Carosino. All'interno si conservano altri interessanti affreschi tra i quali si segnala l'Incoronazione della Madonna del Rosario del XVI secolo, al quale e stato sovrapposto un dipinto con uguale soggetto, opera di Domenico Carella del 1763. Posto in una nicchia in alto, nella cappella del lato est sopra il confessionale, degno di nota è, inoltre, un crocifisso ligneo (XVIII sec.) di manifattura locale.

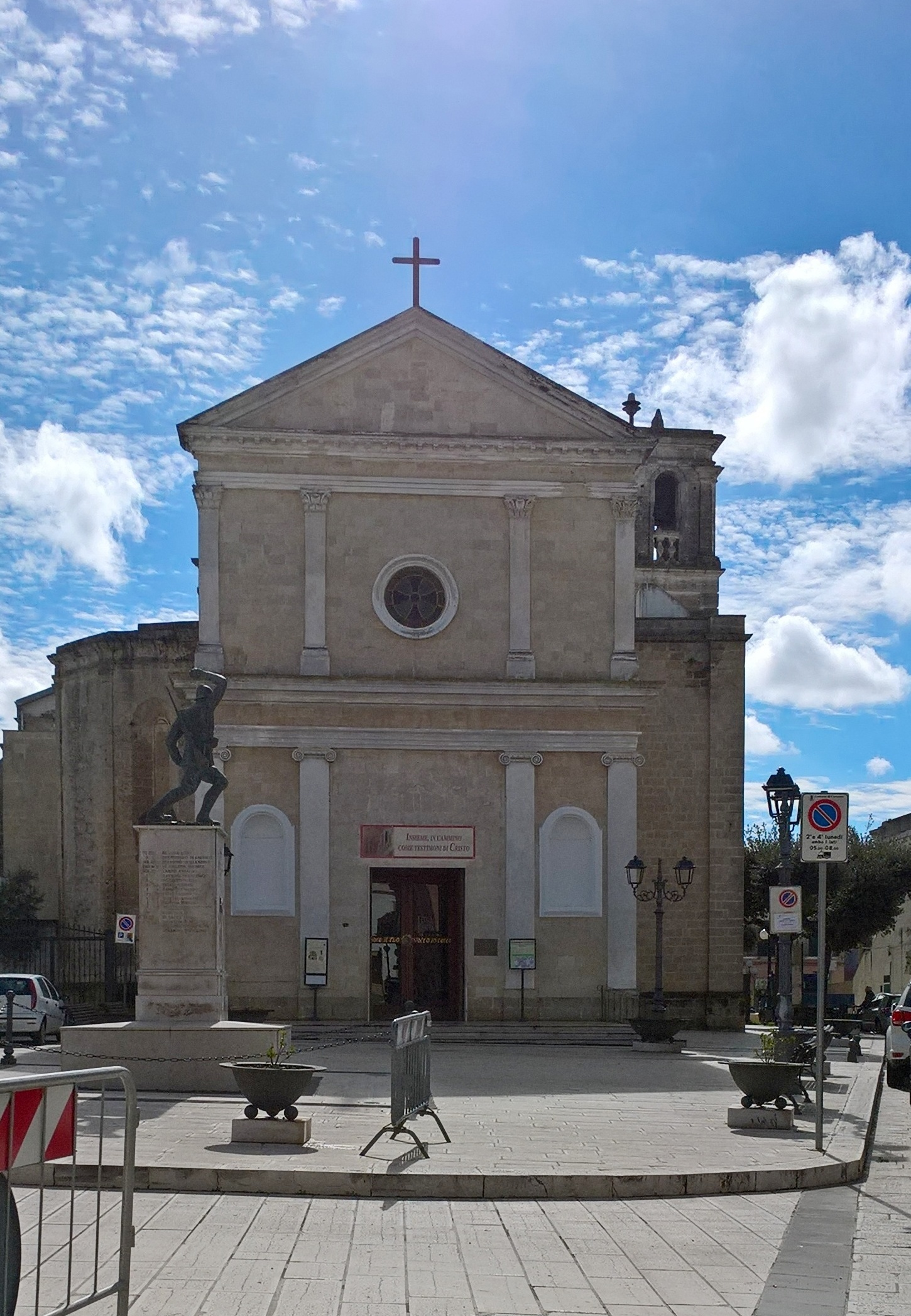
Chiesa Santa Maria delle Grazie
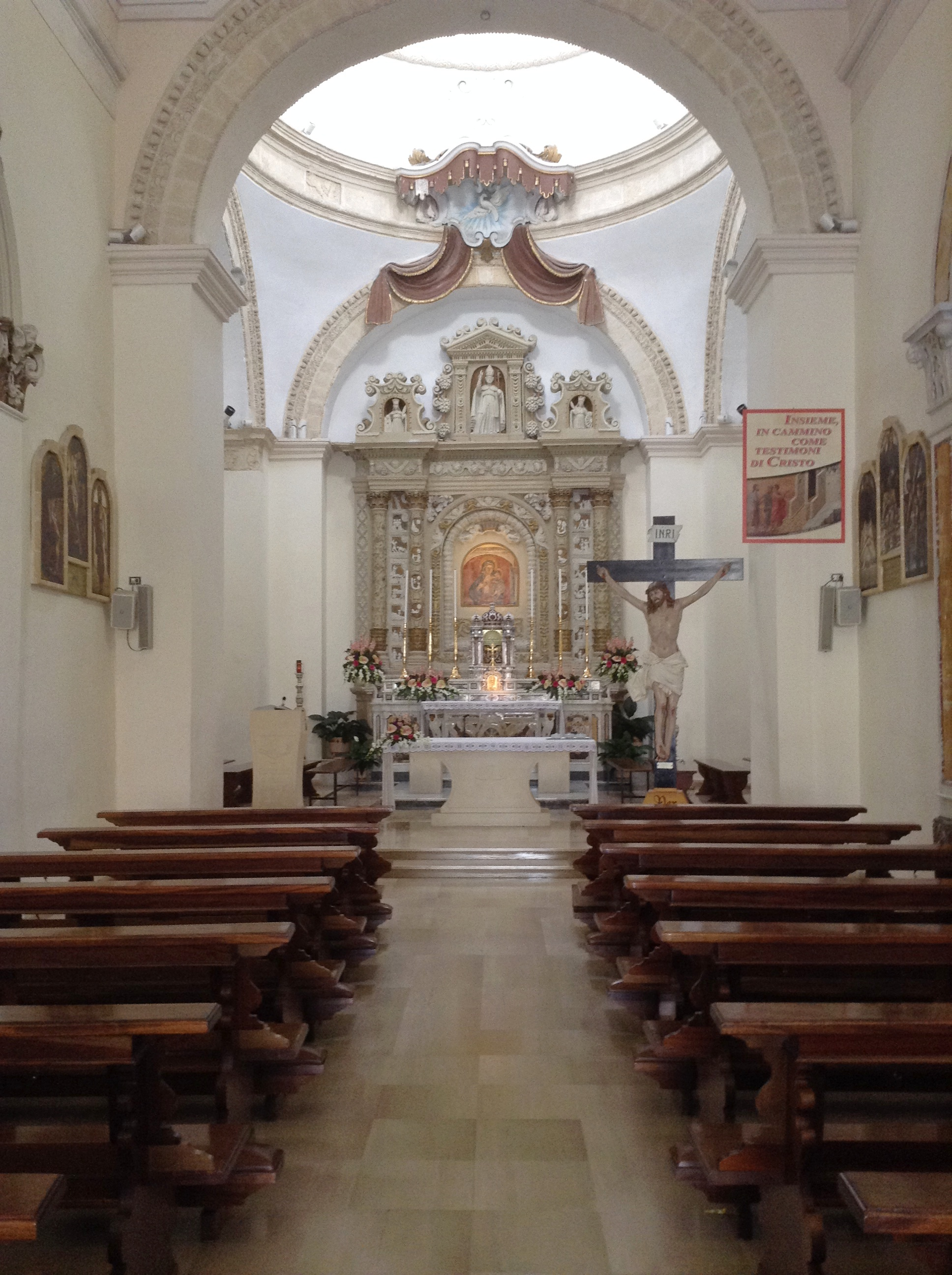
Navata centrale
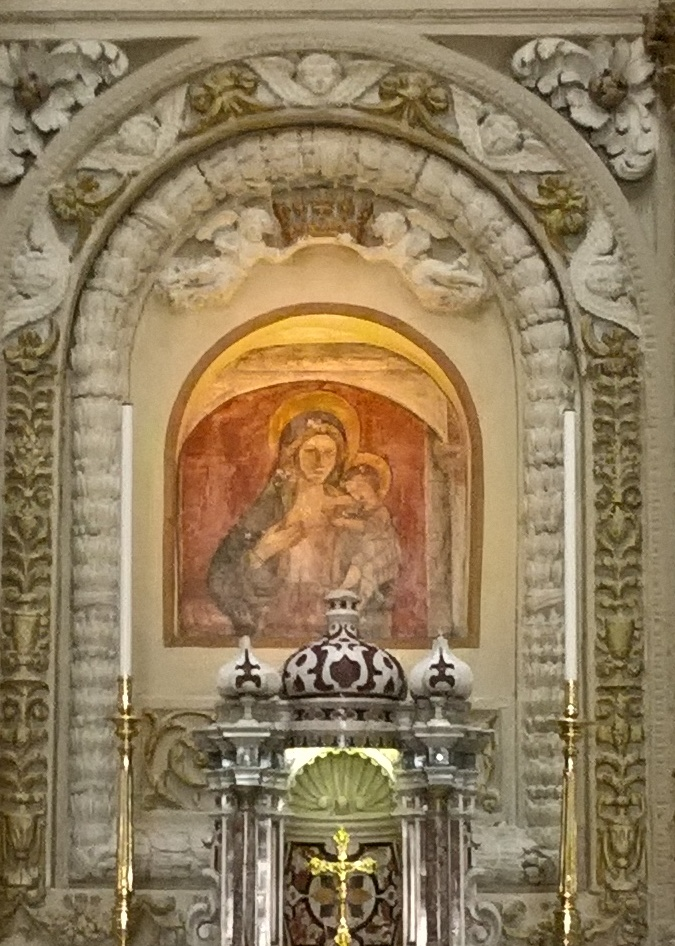
Affresco Madonna col Bambino (Madonna del Latte)

- La chiesa di San Francesco d'Assisi.
- Il monumento ai Caduti della seconda guerra mondiale.
- Il monumento a Maria Ss. Immacolata di costruzione 1908.
- I monumenti a san Pio da Pietrelcina e san Giovanni Bosco.
- Nel 2008 inaugurato il monumento dedicato al patrono del paese, san Biagio.
- Il monumento alle Vittime del Lavoro presso il Cimitero Comunale.
- Teatro Comunale di Carosino sito nella periferia del paese. Nato dalla necessità, vista la forte tradizione teatrale presente sul territorio, di avere uno spazio dove poter mettere in mostra l’arte e favorire lo sviluppo teatrale locale.

## Società

### Evoluzione demografica
Abitanti censiti

All'1-1-2022 risiedevano a Carosino 96 cittadini stranieri.

## Cultura

### Eventi
- La sagra del vino di Carosino: un’importante manifestazione che ogni anno, ininterrottamente dalla prima metà degli anni ’60, si tiene nel mese di agosto subito prima della vendemmia, in Piazza Vittorio Emanuele III, davanti al Palazzo Ducale a poca distanza dalla Chiesa Madre di Santa Maria delle Grazie. Sin dagli anni ’60 i Carosinesi attendono quello che è uno dei più sentiti e attesi eventi dell’anno che si contraddistingue per una particolarità: dalla fontana monumentale posta al centro della piazza viene fatto sgorgare il vino, simbolo della festa.  Durante la sagra del vino è possibile passeggiare tra le bancarelle e assistere a mostre, spettacoli teatrali e concerti.  Non mancano naturalmente le attrazioni per divertirsi e i laboratori per i più piccoli con cui scoprire i segreti di un’alimentazione sana tramite i prodotti locali. La sagra del vino è un tripudio di sapori grazie ai percorsi enogastronomici nel quale assaporare i vini della tradizione pugliese come il Primitivo di Manduria e il vino DOC della provincia di Taranto.
- La festa patronale di San Biagio ha luogo il 3 febbraio. In ambito religioso la festa presenta la benedizione della gola con le candele incrociate e la processione con il simulacro del Santo.

La vera festa patronale ha luogo durante il secondo fine settimana di ottobre, quando il comitato festa patronale presenta un programma civile e religioso di eventi che vedono il loro clou nel sabato sera con lo spettacolo musicale e la Domenica mattina con la messa solenne e la processione delle ore 12 con il Santo per le vie del paese accompagnato da confraternite, banda musicale, istituzioni locali e di Maratea (comunità gemellata nel nome di San Biagio), e numerosissimi fedeli e poi in serata lo spettacolo musicale ed i fuochi pirotecnici di fine festa, dopo aver ammirato le meravigliose luminarie.
- Madonna di Carosino:

Ricorrenza del 17 febbraio nel quale si ricorda l’apparizione della Vergine Maria al piccolo sordomuto Fortunato. Nell’occasione viene celebrata una santa messa alla quale segue la processione nel paese.
La festa grande con luminarie, banda musicale e fuochi pirotecnici si tiene nella Domenica di Pasqua, Lunedì di Pasquetta e Martedi seguente.
- Processione dei Sacri Misteri che si svolge dal pomeriggio alla Mezzanotte del Venerdì Santo.
- Estate Azzurra Palio dei Rioni, organizzato da 30 anni dal Coge. Giochi tradizionali tra i 5 rioni : Croce, Pagghiari, Palazzi, Paramienti, Pipitari.
- Teatro Festival - Premio Nazionale di Teatro Città di Carosino, organizzato dalla CarusTeatro Aps che si svolge annualmente presso il Teatro Comunale.
- Teatri...amo - Rassegna Nazionale di Teatro Francesco Lieti, organizzato dalla Ciccitisanta Teatro.
- Festa di Primavera organizzata dall’Associazione Fucarazza, si svolge in Aprile.
- Tradizione teatrale da oltre 50 anni, oggi sul territorio:

Ciccitisanta Teatro, Compagnia del Teatro di Carosino, La Crasta, De...Mentibus, CarusTeatro APS.

## Economia
L'agricoltura, grazie al protrarsi della stagione estiva ed al clima particolarmente favorevole, dona raccolti sempre abbondanti.
I filari dei vigneti e gli ulivi si alternano alle bianche masserie di campagna, dove spesso è possibile gustare o acquistare prodotti tipici di questa terra.
Famosa per i suoi vini - ma anche per l'olio e l'uva da tavola.

## Infrastrutture e trasporti

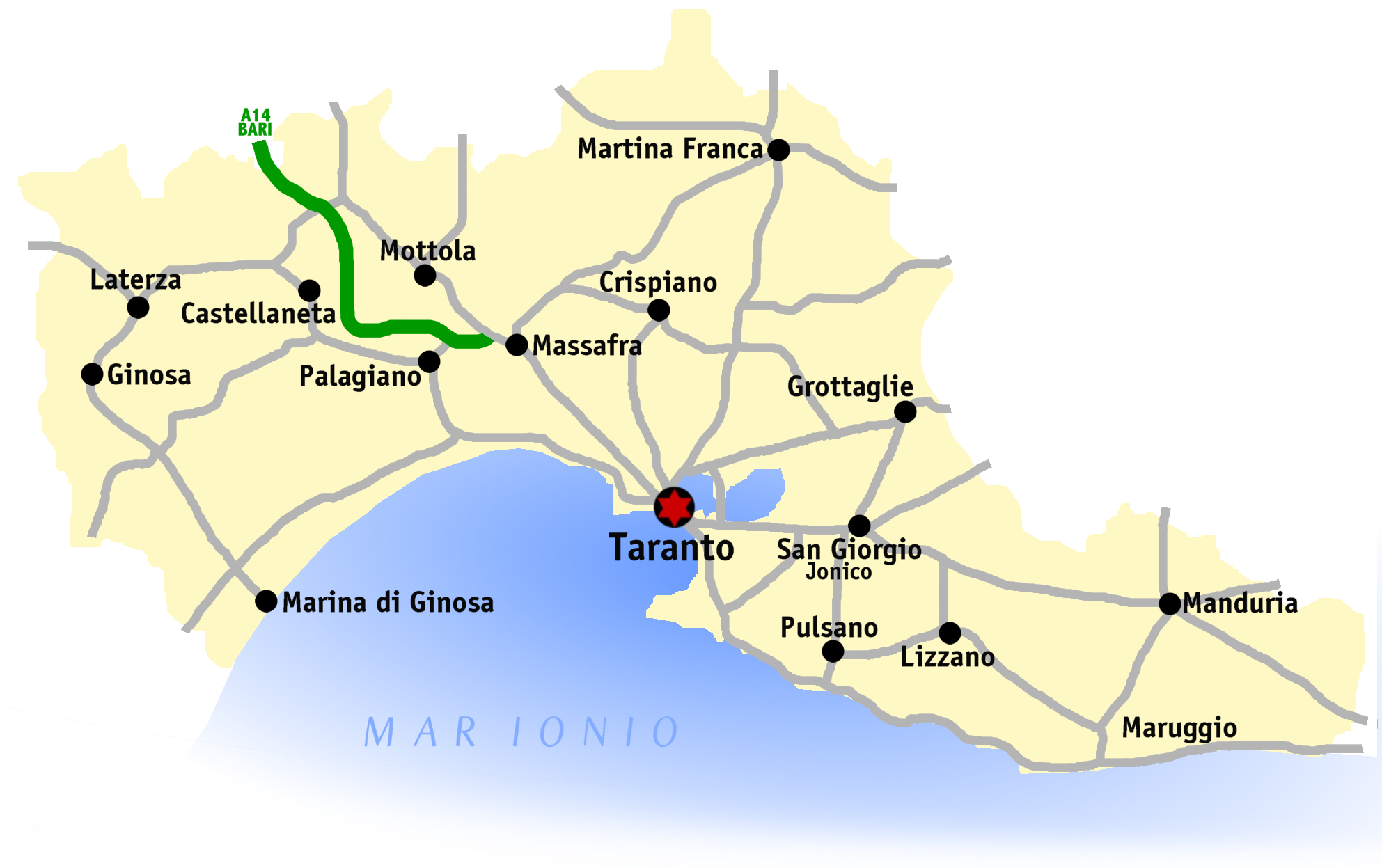
Collegamenti con la Provincia di Taranto

### Strade
Carosino è lambita dalla Strada statale 7 ter Salentina che congiunge Taranto con Lecce ed è attraversata dalla strada provinciale ex SS 603 Carosino - Francavilla Fontana. Le strade provinciali 81, 91 e 92 collegano il centro abitato con Monteiasi, San Marzano di San Giuseppe e Monteparano.

### Strutture
Carosino è ben attrezzata di strutture pubbliche
- Castello Feudale D’Ayala Valva
- Villa Comunale
- Stadio Antonio Miglietta
- Teatro Comunale
- Palazzetto dello sport Michele Spagnulo
- Centro sportivo Olimpia
- Scuola Elementare Aldo Moro
- Scuola Media Orazio Flacco
- Scuola Materna Rodari
- Scuola Materna Agazzi
- Scuola Paritaria Sacro Cuore
- Biblioteca Comunale Licia Cavallo

## Amministrazione
| Periodo           | Periodo           | Primo cittadino     | Partito                                                     | Carica              | Note  |
| ----------------- | ----------------- | ------------------- | ----------------------------------------------------------- | ------------------- | ----- |
| 12 luglio 1956    | 28 novembre 1960  | Antonio Strusi      | Partito Comunista Italiano                                  | Sindaco             | [ 6 ] |
| 29 novembre 1960  | 7 luglio 1970     | Giuseppe Sapio      | Democrazia Cristiana                                        | Sindaco             | [ 6 ] |
| 8 luglio 1970     | 3 agosto 1975     | Angelo Bruno        |                                                             | Sindaco             | [ 6 ] |
| 4 agosto 1975     | 29 agosto 1980    | Antonio Strusi      | Partito Comunista Italiano                                  | Sindaco             | [ 6 ] |
| 30 agosto 1980    | 23 settembre 1985 | Lillino Fiore       | Partito Socialista Italiano                                 | Sindaco             | [ 6 ] |
| 24 settembre 1985 | 17 luglio 1990    | Biagio Baldaro      | Democrazia Cristiana                                        | Sindaco             | [ 6 ] |
| 17 luglio 1990    | 23 settembre 1991 | Armando Sapio       | Democrazia Cristiana                                        | Sindaco             | [ 6 ] |
| 8 ottobre 1991    | 11 giugno 1993    | Bruno Causo         | Partito Democratico della Sinistra                          | Sindaco             | [ 6 ] |
| 11 agosto 1993    | 22 novembre 1993  | Cosimo Gigante      |                                                             | Comm. pref.         | [ 6 ] |
| 22 novembre 1993  | 17 novembre 1997  | Costanzo Carrieri   | Partito Socialista Italiano                                 | Sindaco             | [ 6 ] |
| 17 novembre 1997  | 20 settembre 2000 | Giovanni Longo      | centro-sinistra                                             | Sindaco             | [ 6 ] |
| 20 settembre 2000 | 14 maggio 2001    | Antonio Paglialonga |                                                             | Comm. straordinario | [ 6 ] |
| 14 maggio 2001    | 30 maggio 2006    | Francesco Sapio     | lista civica                                                | Sindaco             | [ 6 ] |
| 30 maggio 2006    | 18 maggio 2011    | Francesco Sapio     | centro-sinistra                                             | Sindaco             | [ 6 ] |
| 18 maggio 2011    | 13 agosto 2013    | Biagio Chiloiro     | lista civica Partecipa                                      | Sindaco             | [ 6 ] |
| 13 agosto 2013    | 26 maggio 2014    | Malgari Trematerra  |                                                             | Comm. straordinario | [ 6 ] |
| 26 maggio 2014    | 27 maggio 2019    | Arcangelo Sapio     | lista civica di centro-sinistra Con Arcangelo Sapio sindaco | Sindaco             | [ 6 ] |
| 27 maggio 2019    | in carica         | Onofrio Di Cillo    | lista civica Carosino adesso!                               | Sindaco             | [ 6 ] |

### Altre informazioni amministrative

#### Unione dei comuni di Montedoro
L'Unione dei comuni di Montedoro è composta dall'insieme dei territori dei Comuni di Carosino - Faggiano - Monteiasi - Montemesola - Monteparano - Roccaforzata.
Carosino è stato tra i comuni promotori della fondazione dell'Unione Montedoro.

## Sport
La squadra cittadina è l'Asd Carosino Calcio e milita nel campionato di Prima Categoria.